# Żdany
Żdany (biał. Жданы; ros. Жданы) – wieś na Białorusi, w obwodzie witebskim, w rejonie postawskim, w sielsowiecie Wołki.

## Historia
W czasach zaborów w gminie Norzyca, w powiecie wilejskim w guberni wileńskiej Imperium Rosyjskiego.
W dwudziestoleciu międzywojennym wieś leżała w Polsce, w województwie wileńskim, w powiecie duniłowickim (od 1926 postawskim), w gminie Norzyca.
Według Powszechnego Spisu Ludności z 1921 roku zamieszkiwało tu 56 osób, 53 było wyznania rzymskokatolickiego a 3 prawosławnego. Jednocześnie 47 mieszkańców zadeklarowało polską a 9 białoruską przynależność narodową. Było tu 11 budynków mieszkalnych. W 1931 w 10 domach zamieszkiwało 51 osób.
Wierni należeli do parafii rzymskokatolickiej w Duniłowiczach i prawosławnej w Norzycy. Miejscowość podlegała pod Sąd Grodzki w Duniłowiczach i Okręgowy w Wilnie; właściwy urząd pocztowy mieścił się w Łasicy.
W 1938 roku miejscowość należała do gromady Norzyca gminy Norzyca.
Po agresji ZSRR na Polskę w 1939 roku wieś znalazła się w granicach BSRR. W latach 1941–1944 była pod okupacją niemiecką. Następnie leżała w BSRR. Od 1991 roku w Republice Białorusi.